# Humberto Vega
Humberto Enrique Vega es un futbolista argentino que juega en la demarcación de defensa como lateral derecho, y en este mismo carril del mediocampo, su equipo actual es el Boxing Club (Río Gallegos) del Torneo Regional Federal Amateur.

## Trayectoria
Vega debutó profesionalmente en el club la CAI en el año 2008 en un partido frente a All Boys. En la CAI estuvo hasta el  año 2010, en donde jugó 21 partidos y no llegó a marcar ningún gol. Ese mismo año, fue  comprado por Almagro. Jugó hasta el 2013, disputando un total de 89 partidos y habiendo convertido 8 goles. Para la temporada 2013/2014, es fichado por el club Platense, habiendo jugado hasta el momento 31 partidos marcando 3 goles.

## Clubes
| Club                       | País      | Año             | PJ | Goles |
| -------------------------- | --------- | --------------- | -- | ----- |
| CAI                        | Argentina | 2008 - 2010     | 21 | 0     |
| Almagro                    | Argentina | 2010 - 2013     | 89 | 8     |
| Platense                   | Argentina | 2013 - 2016     | 72 | 5     |
| Fénix                      | Argentina | 2016 - 2018     | 59 | 2     |
| Chaco For Ever             | Argentina | 2018 - 2021     | 6  | 0     |
| Boxing Club (Río Gallegos) | Argentina | 2021 - Presente | 3  | 1     |